# Joseph Alfidi
Joseph Alfidi (28. května 1949 – 2. února 2015) byl americký klavírista a dirigent.

## Život
Narodil se roku 1949 ve městě Yonkers v americkém státě New York do rodiny italského původu a hudbě se věnoval již od dětství. Ve třech letech začal hrát na několik různých nástrojů. Ve svých šesti letech poprvé dirigoval Miamský symfonický orchestr. V sedmi letech pak poprvé vystupoval v newyorské Carnegie Hall a brzy vystoupil v televizním pořadu, kde hrál na čtyři nástroje. V roce 1960 odjel do Belgie, kde hrál pro královnu Alžbětu. Později se však veřejnému vystupování věnovat přestal a začal vyučovat hru na klavír na Královské konzervatoři Liège. Zemřel po dlouhé nemoci na počátku roku 2015 v Bruselu.